# Dodendans (hoorspel)
Dodendans is een hoorspel van Wolfgang Weyrauch. Totentanz werd op 22 november 1961 door de Norddeutscher Rundfunk uitgezonden en kreeg in 1962 de Hörspielpreis der Kriegsblinden. De VPRO zond het uit op vrijdag 6 maart 1964. De regisseur was Coos Mulder. De uitzending duurde 52 minuten.

## Rolbezetting
- Paul van der Lek
- Frans Somers
- Nina Bergsma
- Nora Boerman
- Els Buitendijk
- Annemarie du Pon-van Ees
- Mariëtte Flink
- Eli Blom
- Louis Bongers
- Jacques Commandeur
- Hans Croiset
- Piet Ekel
- Tonny Foletta
- Ad Hoeymans
- Piet Kamerman
- Han König
- Rob Milton
- Rien van Noppen
- Henk Schaer
- Dick Scheffer
- Jacques Snoek
- Gijsbert Tersteeg
- Jos van Turenhout

## Inhoud
De dood treedt in dit hoorspel niet op als de knekelman met de zeis, maar als voorbijganger, die in z’n verschoten regenjas, met z’n pet op, door een drukke straat in een grote stad gaat. Hier en daar spreekt hij mensen aan, ademt in hun gezicht, noemt een datum, waarvan ze de betekenis niet verstaan. Het is hun sterfdag, waarop telkens ingezoomd wordt; zo wordt het sterven direct present. Weyrauch, in de functie van de verteller, volgt de griezelige man een dag lang door de stad... en ook hij ontmoet op het einde de dood, die hem evenwel zijn datum niet verklapt. Hij mag naar huis gaan en schrijven “...over mensen, die vragen in plaats van te antwoorden, die denken in plaats van te vernietigen.”